# Valdegovía/Gaubea
Valdegovía/Gaubea község Spanyolországban, Arabában. Lakosainak száma 1072 fő (2024).

## Földrajza
Valdegovía/Gaubea Kuartango, Ribera Alta/Erriberagoitia, Añana, Lantaron, Santa Gadea del Cid, Bozoó, Valle de Tobalina, Jurisdicción de San Zadornil, Berberana, Merindad de Cuesta Urria, Valle de Losa és Junta de Villalba de Losa községekkel határos.

## Népesség
A település lakosságának változását az alábbi diagram mutatja:
| Lakosok száma | 948  | 1046 | 1076 | 1098 | 1098 | 1038 | 1015 | 996  | 1049 | 1072 |
|               | 2001 | 2004 | 2006 | 2009 | 2011 | 2014 | 2016 | 2019 | 2021 | 2024 |